# Ivan Strinić

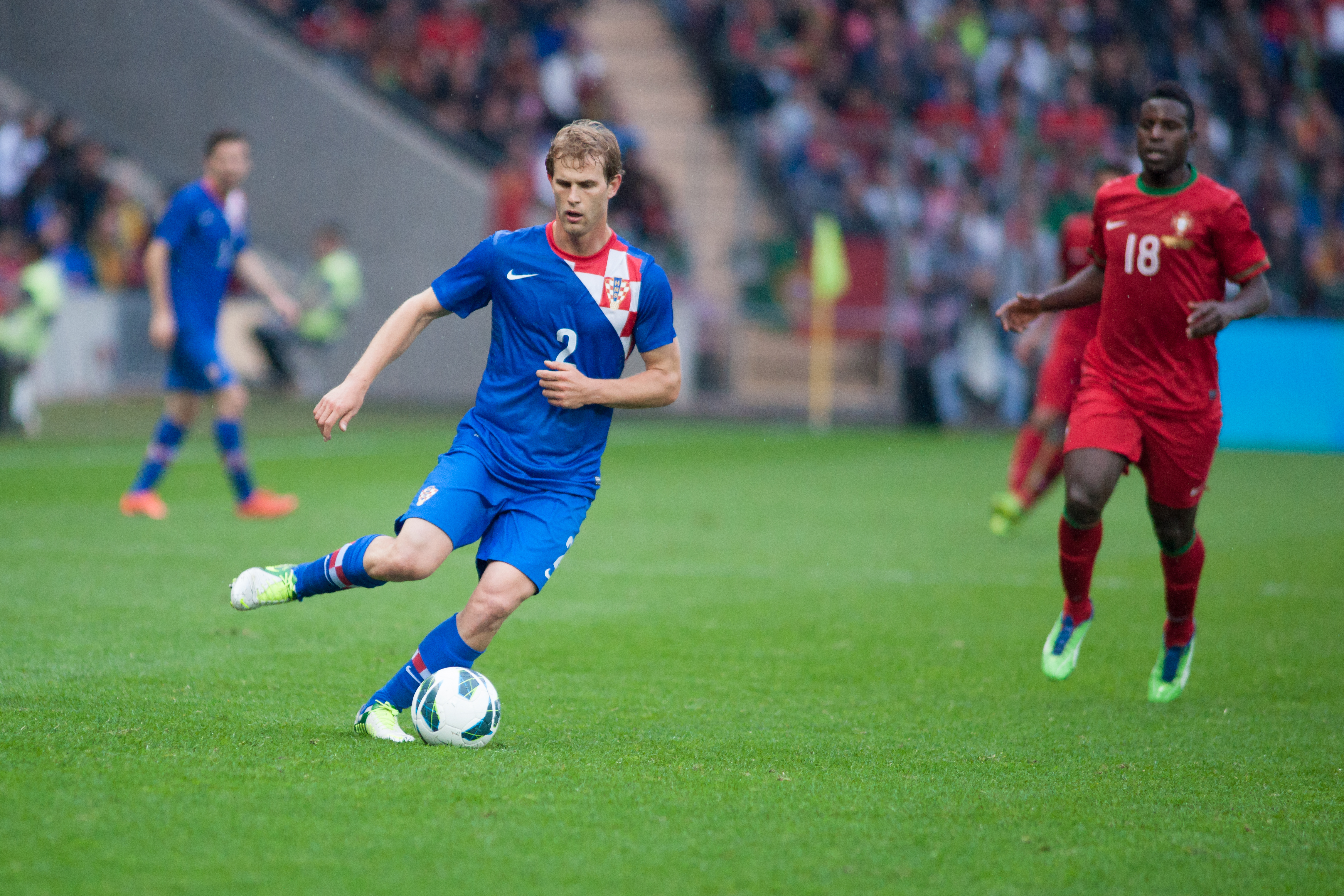
Ivan Strinić en Croacia vs Portugal, 10 de junio de 2013.

Ivan Strinić (Split, Yugoslavia, 17 de julio de 1987) es un exfutbolista croata, se desempeñó como lateral izquierdo, su último club fue el A.C. Milan de Italia, fue internacional con la Selección de fútbol de Croacia, Strinić ha tenido que poner en pausa su carrera, para poder recuperarse de un problema cardíaco.

## Trayectoria
Se formó en la cantera del Hajduk Split. En 2006 debutó en Le Mans "B" de la cuarta división francesa. Vuelto a su país, jugó una temporada en el Hrvatski Dragovoljac de Zagreb, equipo de la segunda división croata. En 2008 regresó al Hajduk Split, donde debutó el 27 de julio de 2008 contra el Zadar. En las filas de los Bili militó dos temporadas, ganando una Copa de Croacia. Su debut en las copas europeas se produjo el 17 de julio de 2008 contra el Birkirkara maltés (partido de ida de la primera ronda previa de la Copa de la UEFA 2008-09); en el partido de vuelta, dos semanas después, marcó su primer gol en las competiciones continentales. El 31 de octubre marcó por primera vez en la máxima división croata contra el Dinamo Zagreb (2-1).
En enero de 2011 fue transferido al Dnipro de Ucrania, con el que firmó un contrato hasta el enero de 2015. Debutó contra el Tavriya Simferopol, marcando un gol. En enero de 2015 fichó por el Napoli italiano. Su debut con la camiseta azzurra en la Serie A se produjo el 18 de enero de 2015 en el partido de visitante contra Lazio, ganada por el Napoli con marcador de 1 a 0. Cuatro días después debutó también en la Copa Italia en los octavos de final ante Udinese (victoria de los napolitanos en la tanda de los penaltis).
El 31 de agosto de 2017 fichó por el Sampdoria de Génova.

## Selección nacional
Participó en la Eurocopa 2012, donde jugó tres partidos como titular.
El 4 de junio de 2018, el seleccionador Zlatko Dalić lo incluyó en la lista de 23 para el Mundial.
Fue el lateral izquierdo titular de Croacia en el Mundial, llegando a jugar la final contra Francia, que perdieron por 4 a 2.

### Participaciones en Eurocopas
| Torneo        | Sede              | Resultado            |
| ------------- | ----------------- | -------------------- |
| Eurocopa 2012 | Polonia y Ucrania | Primera fase         |
| Eurocopa 2016 | Francia           | Octavos de semifinal |

### Participaciones en Copas del Mundo
| Mundial           | Sede  | Resultado  | Partidos | Goles |
| ----------------- | ----- | ---------- | -------- | ----- |
| Copa Mundial 2018 | Rusia | Subcampeón | 6        | 0     |

## Clubes
| Club                       | País    | Año         | Partidos | Goles |
| -------------------------- | ------- | ----------- | -------- | ----- |
| Le Mans F.C. "B"           | Francia | 2006 - 2008 | 11       | 0     |
| N.K. Hrvatski Dragovoljac  | Croacia | 2007 - 2008 | 22       | 1     |
| H.N.K. Hajduk Split        | Croacia | 2008 - 2011 | 51       | 4     |
| F.C. Dnipro Dnipropetrovsk | Ucrania | 2011 - 2015 | 85       | 4     |
| S. S. C. Napoli            | Italia  | 2015 - 2017 | 39       | 0     |
| U.C. Sampdoria             | Italia  | 2017 - 2018 | 18       | 0     |
| A. C. Milan                | Italia  | 2018 - 2019 | 0        | 0     |

## Palmarés

### Campeonatos nacionales
| Título          | Club                | País    | Año         |
| --------------- | ------------------- | ------- | ----------- |
| Copa de Croacia | H.N.K. Hajduk Split | Croacia | 2009 - 2010 |